# Haplomacrourus nudirostris
Haplomacrourus nudirostris es una especie de pez de la familia Macrouridae en el orden de los Gadiformes.

## Morfología
• Los machos pueden llegar alcanzar los 57,5 cm de longitud total.

## Hábitat
Es un pez de aguas profundas que vive entre 690-1590 m de profundidad.

## Distribución geográfica
Se encuentra al sudeste del  Atlántico, Sudáfrica (KwaZulu-Natal), sudeste de Australia y Nueva Zelanda.